# Dźwiersztyny
Dźwiersztyny (dawniej Schwirgstein) – wieś w Polsce położona w województwie warmińsko-mazurskim, w powiecie szczycieńskim, w gminie Pasym. W latach 1975–1998 miejscowość administracyjnie należała do województwa olsztyńskiego.
W układzie przestrzennym wieś jest ulicówka, z brukowana droga oraz murowanymi z czerwonej cegły domami.
Wieś lokowana pod koniec XIV w. Przywilej lokacyjny odnawiano w roku 1429 oraz 1474. W XIX w. wieś powiększono o grunty Lasów Napiwodzkich. Murowaną szkołę zbudowano w 1886 r. Obecnie szkoła jest nieczynna.